# 第7回帝国議会
第7回帝国議会（だいななかい ていこくぎかい）は、1894年（明治27年）10月18日に開会された大日本帝国の帝国議会（臨時会）。開催地は広島市の広島臨時仮議事堂。日本の憲政史上で唯一、東京以外の場所で開かれた国会である。

## 概要

第4回衆議院議員総選挙後の党派別議席数

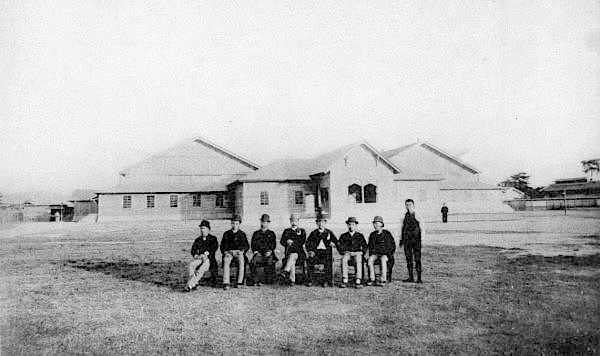
広島臨時仮議事堂

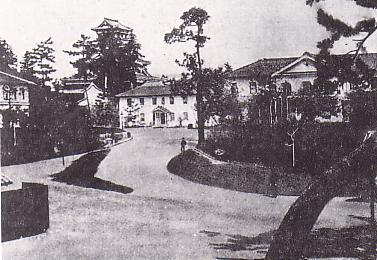
広島城本丸に置かれた広島大本営

1894年8月1日に始まった日清戦争において、日本は大本営を広島市中心部の広島城内に設置して戦争行動を指揮した（→詳細は「広島大本営」を参照）。大本営に広島が選ばれた理由としては、当時日本から中国大陸への最大の兵站拠点の一つが宇品港（現・広島港）だったことが挙げられる。同年9月15日には大元帥である明治天皇が同地に行幸し、「当分の間」滞在することになったことを踏まえ、第4回総選挙結果をうけた帝国議会も特例として広島市で開催することとなった。
1894年10月18日より一週間の会期とされた本議会では、臨時軍事費予算案（予算額 1億5000万円余）や戦争関連法案が審議され、全会一致で可決された。1889年の帝国議会開設以来この年の春に至るまで、明治政府（第2次伊藤内閣）と衆議院が激しく対立していたが、政局は日清戦争を転機に一転して挙国一致体制となった。

## 経緯
1894年（明治27年）
8月1日 - 日清戦争宣戦布告
9月8日 - 明治天皇は広島に大本営進駐を発令。
9月15日 - 明治天皇が広島大本営に入る。
9月22日 - 帝国議会召集詔書公布。
9月30日 - 広島臨時仮議事堂着工。
10月14日 - 広島臨時仮議事堂竣工。
10月15日 - 貴族院および衆議院議員召集。
午前9時 - 集合。
午前9時20分 - 貴族院開場、部長理事などの選挙を省略し前回議会と重任、貴族院成立。
午前10時 - 衆議院開場、議長及び副議長選挙、結果議長に楠本正隆、副議長に島田三郎を任命。
10月16日
午前9時 - 衆議院開場、席次決定、部長理事など理事を選任、衆議院成立、以って帝国議会成立。
帝国議会開会詔書公布
10月18日 - 第7回帝国議会開会。
10月22日 - 第7回帝国議会閉会。

## 参考資料
- 帝国議会会議録検索システム
- 参議院ホームページ・国会議事堂案内
- 広島県庁『広島臨戦地日誌』志熊直人、1899年。2014年6月2日閲覧。